# Brotas de Macaúbas
Brotas de Macaúbas là một đô thị thuộc bang Bahia, Brasil. Đô thị này có diện tích 2372,644 km², dân số năm 2007 là 11272 người, mật độ 4,8 người/km².